# Crepidostominae
Crepidostominae (лат.) — подсемейство паразитических плоских червей в составе семейства Allocreadiidae из подкласса дигенетических сосальщиков (Digenea). Отличаются чередованием поколений со сменой хозяев: два промежуточных и окончательный. В роли окончательных хозяев выступают преимущественно представители семейства лососёвых рыб,. Это подсемейство представлено единственным родом Crepidostomum, имеют широкое распространение на территориях Евразии, Японии, Северной Африки, Северной и Южной Америки.
Номинально подсемейство насчитывает 4 рода (Crepidostomum, Acrolichanus Ward, 1917, Stephanophiala Nicoll, 1909, Megalogonia Surber, 1928), из которых, два последних были перенесены в свои собственные подсемейства Stephanophialinae Nicoll, 1909 и Megalogoniinae Yamaguti, 1958.